# Sphyrospermum ellipticum
Sphyrospermum ellipticum är en ljungväxtart som beskrevs av Herman Otto Sleumer. Sphyrospermum ellipticum ingår i släktet Sphyrospermum och familjen ljungväxter. Inga underarter finns listade i Catalogue of Life.